# Tomasz Kolbe
Tomasz Tymoteusz Florian Kolbe (ur. 24 marca 1828 w Opocznie, zm. 5 maja 1863 pod Rydzewem) – naczelnik wojenny powiatu przasnyskiego, dowódca oddziału w powstaniu styczniowym.

## Historia
Syn Ferdynanda, majora wojsk polskich, oficer 2 pułku piechoty liniowej, uczestnika powstania listopadowego, i Anastazji z Komierowskich herbu Pomian, dziedziczki dóbr Sielc koło Ostrowi Mazowieckiej. Wychowywał go brat matki, ziemianin Józef Komierowski z Wąsewa.
Uczył się w Pułtusku i w Warszawie, potem studiował w Krakowie i Fryburgu. Planował wsparcie powstania wielkopolskiego, ale nie wiadomo, jak się w nie zaaganżował. Od 1848 przebywał w Paryżu. Znał i cenił Juliusza Słowackiego.
Po powrocie do kraju w 1856 wydzierżawił majątek Dąbrówka k. Chorzel i aktywnie zajmował się działalnością społeczną i konspiracyjną. W 1861 otrzymał spadek po wuju Komierowskim i oddał pracy spiskowej. W 1862 został wybrany do Rady Powiatowej w Przasnyszu.
W czerwcu 1862 Komitet Centralny (czerwonych) mianował go naczelnikiem powiatu przasnyskiego. W folwarku Dąbrówka szykowano się do walk powstańczych. 
Przed wybuchem powstania styczniowego Kolbemu polecono zajęcie Przasnysza, ale akcja się nie powiodła. W końcu stycznia Kolbe zaczął organizować partię powstańczą w Przasnyskiem. 3 lutego 1863 Kolbe na czele oddziału wyparł z Chorzel do Prus piechotę rosyjską, 4 lutego zajął Janowo. W zajętych ośrodkach ogłaszał władzę powstańczego Rządu Narodowego i uwłaszczenie chłopów. Następnie wraz ze swoją partią (około 100 ludzi) przeszedł w Mławskie. 15 lutego pod Dębskiem został ranny, jednak już w kwietniu utworzył w okolicach Ciechanowa nowy oddział. 
W trakcie bitwy pod Rydzewem 5 maja został śmiertelnie ranny lub się postrzelił, nie chcąc trafić w ręce wroga. Pogrzeb Kolbego zgromadził ogromne tłumy włościan. Ciało zostało pochowane na cmentarzu w Unierzyżu.
Inni dowódcy powstańczy odwoływali się do legendy Kolbego jako wybitnego dowódcy i przybierali jego nazwisko jako pseudonim konspiracyjny.

## Upamiętnienie
W 1963 Towarzystwo Miłośników Ziemi Ciechanowskiej ufundowało tablicę pamiątkową, którą umieszczono na ścianie szkoły w Rydzewie. Placówka nosiła imię Tomasza Kolbego.
W Ciechanowie w pobliżu kościoła Nawiedzenia Najświętszej Maryi Panny znajduje się pomnik T. Kolbego. Powstał w 1983 z inicjatywy Towarzystwa Miłośników Ziemi Ciechanowskiej i Ciechanowskiego Towarzystwa Naukowego.
W 2013 w kościele w Sulerzyżu odsłonięto tablicę pamiątkową poświęconą powstańcowi. Pod Rydzewem poświęcono krzyż i obelisk.
Partię Tomasza Kolbego odtwarza Grupa Rekonstrukcji Historycznej 14. Pułku Strzelców Syberyjskich z Przasnysza.